# Tom Veldkamp
Tom Veldkamp (1963) is een Nederlandse aardwetenschapper en hoogleraar aan de Universiteit Twente, waar hij sinds 2020 tevens rector magnificus is.
Veldkamp studeerde aan de Landbouwuniversiteit Wageningen en promoveerde daar ook. In 2002 werd hij daar benoemd tot hoogleraar Land Dynamics. In 2010 werd hij vervolgens benoemd tot rector van het instituut ITC – Geo-Information Science and Earth Observation in Enschede. Hij begeleidde daar de integratie van het instituut met de Universiteit Twente. 